# 托马斯·图赫尔
托马斯·图赫尔（德語：Thomas Tuchel，德語發音：[ˈtʰoːmas ˈtʊxəl]，1973年8月29日—）是德国前足球运动员及拜仁慕尼黑領隊，曾有多年成功的青年队执教经历，在2009年8月被提拔为美因茨05主教练展開執教生涯，現為英格蘭足球代表隊的主教練。

## 球员生涯
图赫尔是在父亲的指导下随克伦巴赫（TSV Krumbach）开始踢足球，并于1988年转投奥格斯堡的青训营。在这里，他连同格弗赖特随队赢得了1991年和1992年德国青年俱乐部杯冠军。1992年，图赫尔加盟斯图加特踢球者，并获得8次德乙联赛出场机会。在随后的赛季，由于始终无法获得稳定的一线队出场机会，他遂离开这支德格洛赫俱乐部，并转投乌尔姆。在此后几年，图赫尔都代表乌尔姆参加德国足球地区联赛。而当朗尼克成为该队主教练后，图赫尔连续三年都获得了中后卫的主力位置，但在乌尔姆成功升入德乙的1997-98赛季，他却由于肌腱受伤而不得不提前结束球员生涯。

## 教练生涯

### 青年队
图赫尔自2000年开始从事教练工作。德甲俱乐部斯图加特将他委任为U15梯队主教练，并于2004年调动作为U19梯队的助理教练。在这里，他随该梯队夺得了2005年的U19德甲联赛冠军。随后，他回到前东家奥格斯堡，在青年部担任U19梯队的主教练兼青年培训中心主管。
2006年，图赫尔完成足球教练员培训，并以1.4分的优异成绩毕业。他于2008年7月1日转投美因茨05，担任U19梯队的主教练，以接替已升任一线队助理教练的克拉姆尼。在他的率领下，U19梯队成功夺得了2009年的U19德甲联赛冠军。

### 美因茨05
自2009年8月3日起，图赫尔正式被提拔至美因茨05一线队，執教这支刚升入德甲的球队，并签订一份为期两年的合同。他的前任安德森由于率队在德国杯首轮遭淘汰以及内部矛盾的激化而被解雇。在2010-11赛季，图赫尔率领他的团队创纪录的取得德甲开局七连胜，其中包括对阵拜仁慕尼黑的客场胜利。他为美因茨注入了狂热的现代速度足球和攻势足球的元素 。
在2013-14赛季的最后一轮比赛过后，图赫尔率领美因茨05以第七名的成绩获得来季欧洲联赛的参赛资格，他却突然宣布将离开球队，这距离合同到期日尚有一年时间。然而美因茨05却拒绝解除合同，因此当他转会至其他俱乐部时，对方仍有可能需要支付违约金。合同的停顿期从2014年6月15日至2015年6月30日止。在此期间，图赫尔没有收到任何薪水。

### 多特蒙德
在赋闲期间，图赫尔表示在他与美因茨05的合同结束后，有可能会加盟RB莱比锡或汉堡。直至2015年4月19日，多特蒙德最终官方宣布，图赫尔将自2015-16赛季起接替已辞职的的主教练职位。他得到一份为期三年的合同，至2018年6月30日止。2017年季尾，與球隊達成協議，正式離任多特蒙德總教練。。

### 巴黎聖日耳門
2018年年中，獲巴黎聖日耳門聘請為新帥，签下了一份为期两年的合约。曾帶隊進入2019–20年歐洲冠軍聯賽決賽，以一球敗於拜仁慕尼黑，屈居亞軍。再加上在記者會上多次表達對管理層作風的不滿，結果於2020年聖誕節被巴黎聖日耳門辭退。

### 車路士
2021年1月26日，車路士官方宣布，图赫尔取代林柏特，成为俱乐部的新任主教练，双方簽署為期18個月的合約，并有续约一年的选项。3月8日，在2-0擊敗埃弗頓的比賽後，图赫尔上任後的不敗戰績擴大到11場比賽，更成為英超歷史上首位在前五場主場比賽中保持連續主場得分的主教練。在欧州冠军联赛的淘汰赛中，图赫尔治下的切尔西表现出色，一路战胜马德里竞技，波尔图，皇家马德里后闯入决赛。5月29日，球队1:0力克曼城，第二次夺取欧洲冠军联赛冠军。图赫尔的成功标志着德国籍主教练连续三年捧起欧洲冠军联赛奖杯。其後，車路士宣佈和他續約至2024年6月。在2021-22球季，圖赫爾率領車路士奪得歐洲超級盃及世冠盃。2022年9月7日，車路士官方宣布，图赫尔因近期戰績不佳而被辭退。

### 拜仁慕尼黑
2023年3月24日，拜仁慕尼黑官方宣佈，图赫尔取代纳格尔斯曼，成为拜仁慕尼黑的新任主教练，合约有效期到2025年6月。这也是他时隔六年之后重返德甲联赛。
2024年2月21日，拜仁慕尼黑官方宣佈，將於2024年6月30日終止與杜曹的合約。图赫尔執教下的拜仁為12年来的首次四大皆空。

### 英格蘭國家隊
2024年10月16日，英格蘭足球總會官方宣佈，杜曹會在2025年1月接替時任看守總教練卡斯利成為新任總教練，合約有效期至2026年7月。

## 戰術風格
图赫尔以其戰術知識和靈活性以及對創新訓練方法的實施而聞名。

## 荣誉
在2011年，图赫尔获得了德国足球协会授予的10,000欧元教练大奖。该奖项旨在表彰在竞赛工作及青少年工作取得卓越成就的主教练。他同时也在教练岗位的框架下的承担一份特殊的社会责任。此外，图赫尔也是反种族主义机构“尊重！没有种族主义的地位”的形象大使。

### 執教球會
切尔西
- 欧洲冠军联赛冠军：2020–21[16]
- 歐洲超級盃冠軍：2021[22]
- 世界冠軍球會盃冠軍：2021

拜仁慕尼黑
- 德国足球甲级联赛冠軍：2022–23

### 個人
- 欧足联年度最佳教练：2020–21赛季

### 执教数据
| 俱乐部       | 自            | 至            | 成绩 | 成绩 | 成绩 | 成绩 | 成绩 | 成绩 | 成绩 | 成绩  | 成绩 |
| 俱乐部       | 自            | 至            | 场   | 胜   | 平   | 负   | 得球 | 失球 | 球差 | 胜%   | 注   |
| ------------ | ------------- | ------------- | ---- | ---- | ---- | ---- | ---- | ---- | ---- | ----- | ---- |
| 奥格斯堡二队 | 2007年7月1日  | 2008年6月30日 | 34   | 20   | 8    | 6    | 80   | 45   | +35  | 58.82 |      |
| 美因茨05     | 2009年8月3日  | 2014年5月11日 | 182  | 72   | 46   | 64   | 248  | 288  | −40  | 39.56 |      |
| 多蒙特       | 2015年6月29日 | 2017年7月30日 | 108  | 68   | 23   | 17   | 245  | 113  | +132 | 62.96 |      |
| 总计         | 总计          | 总计          | 324  | 160  | 77   | 87   | 573  | 446  | +127 | 49.38 | —    |

## 私人生活
在球员生涯期间，图赫尔便已同时开始物理治疗师的职业培训，并且在运动科学及英文学进修直至以准硕士学位毕业。而这种双重负担却从来没有停止过，当他从职业球员退役后，他又在斯图加特巴登-符腾堡联合大学修读企业经济学，并成功以硕士学位毕业。图赫尔指定赫尔曼·巴德施图伯——即拜仁后卫霍尔格·巴德施图伯的父亲为他的导师，直至赫尔曼于2009年逝世。